# Гардан, Юлиуш
Юлиуш Гардан (пол. Juliusz Gardan, наст. фамилия Градштейн) — польский кинорежиссёр и сценарист.

## Биография
Юлиуш Гардан родился 12 ноября 1901 года в Ченстохове, изучал право и романистику в Варшавском университете. В 1928 г. дебютировал как кинорежиссёр и автор сценария фильма. Во времени 2-й мировой войны находился на территории СССР (Львов, Киев, Туркмения). Был основателем и председателем отделения Союза польских патриотов в Ашхабаде, где умер 29 декабря 1944 года  от туберкулёза.

## Избранная фильмография

### режиссёр и сценарист
- 1928 — Точки над i / Kropka nad i
- 1930 — Краса жизни / Uroda życia
- 1934 — Разве Люцина девушка? / Czy Lucyna to dziewczyna?
- 1936 — Прокаженная / Trędowata
- 1938 — Вереск / Wrzos
- 1939 — Доктор Мурек / Doktór Murek

### режиссёр
- 1929 — Полицмейстер Тагеев / Policmajster Tagiejew
- 1933 — Приговор жизни / Wyrok życia
- 1933 — Десять процентов мне / 10 % dla mnie
- 1937 — Галька / Halka
- 1937 — Госпожа Министр танцует / Pani minister tańczy

### главный художник
- 1934 — Обеты уланские / Śluby ułańskie
- 1935 — Две Иоаси / Dwie Joasie

### художественный руководител
- 1933 — Шпион в маске / Szpieg w masce